# یاژنگ
یاژنگ (به لاتین: Jarzeń) یک روستا در لهستان است که در گمینا للکووو واقع شده‌است.